# Manuel Gestoso Costas
Manuel Gestoso Costas, más conocido como Chicha, nacido en Bouzas (Vigo), en 1902, y fallecido en la misma ciudad el 27 de julio de 1983, fue un futbolista y armador de pesca gallego. 
Jugaba en la demarcación de delantero y era hermano del también futbolista del Celta de Vigo Antonio, al que se le conoció como Chicha II.

## Trayectoria
Fichó por el recientemente creado Celta de Vigo, fruto de la fusión del Fortuna de Vigo y el Vigo Sporting, en 1924 procedente del Rápido de Bouzas.
Comenzó a despuntar ya en su primera temporada en el club celeste, destacando un encuentro amistoso ante el Sporting de Gijón que terminaría con victoria viguesa por 8-1, con tres goles de Chicha y cuatro de Ramón Polo. Ese primer año el club ganaría su primer torneo, el Campeonato de Galicia. A lo largo de su carrera en el Celta ganaría este trofeo cuatro veces (1924, 1925, 1926 e 1930).
El 30 de diciembre de 1928 tuvo también el honor de participar y anotar en el encuentro de inauguración del Estadio Municipal de Balaídos ante el Real Unión de Irún, que terminó con victoria celeste por 7-0.
Finalmente se retiraría del fútbol profesional al final de la temporada 1929/30, primera del fútbol profesional moderno en la que el Celta se vio encuadrado en la Segunda División, pese a los buenos resultados que le daban derecho a hacerlo en la máxima categoría. Entre esos méritos están el subcampeonato de la Copa del Rey conseguido en 1908 por el Vigo Football Club, antecesor del Real Vigo Sporting Club.
1930 terminó no solo con el no ascenso a Primera División si no con el descenso a Tercera.
Una vez retirado del fútbol se convirtió en armador de buques de pesca en Bouzas.